# Stanislav Hanzl (pedagog)
Stanislav Hanzl (17. prosince 1938 Praha – 14. června 1996 Praha) byl profesor strojírenské technologie na Fakultě strojní ČVUT v Praze, v letech 1990–1996 rektor ČVUT, předseda České konference rektorů.
Vystudoval Střední průmyslovou školu strojní v Praze a roku 1962 se stal absolventem Fakulty strojní ČVUT v oboru strojírenská technologie. Ihned po absolvování vysoké školy začal spolupracovat se Stavebním ústavem ČVUT. Od 1964 byl zaměstnán na Fakultě strojní ČVUT na katedře nauky o tváření, slévání a svařování. Absolvoval odbornou praxi v závodě ČKD – Slévárny a v roce 1973 se zúčastnil studijního pobytu na švédském Ústavu pro výzkum kovů ve Stockholmu. V témže roce získal vědeckou hodnost kandidáta věd. V roce 1976 byl vyslán do Nigérie, kde nejprve přednášel na Institute of Management and Technology v Enugu a poté až do návratu roku 1981 pracoval jako technický ředitel a konzultant pro technické školství, metalurgii a strojní inženýrství u firmy Multivar systems. Roku 1983 byl Stanislav Hanzl jmenován docentem pro obor strojírenská technologie a 1991 profesorem téhož oboru. V lednu 1990 byl poprvé zvolen rektorem ČVUT, znovu pak v prosinci 1990 a roku 1993. Tuto funkci zastával až do své smrti.
Hanzl se angažoval i v organizacích mimo ČVUT, mj. byl v době vykonávání rektorské funkce předsedou České konference rektorů. Byl také aktivním členem Občanského fóra a účastnil se také Palachova týdne v lednu roku 1989.
Roku 1997 byla zřízena Nadace profesora Stanislava Hanzla (roku 1999 přejmenovaná na Nadační fond ČVUT Stanislava Hanzla), která podporuje české vysokoškolské studenty technických oborů. V roce 2016 bylo Hanzlovi uděleno čestné občanství Prahy 6.